# Ringsprietgarnaal
De ringsprietgarnaal (Pandalus montagui) is een garnalensoort uit de familie van de Pandalidae. De wetenschappelijke naam van de soort werd in 1814 voor het eerst geldig gepubliceerd door Leach.

## Beschrijving
De ringsprietgarnaal is een semi-transparante, roze gekleurde garnaal. Over het algemeen 40–50 mm lang, hoewel het veel langer kan worden. De kleur is te danken aan een aantal rode chromatoforen en de enkele korte rode strepen die schuin op het rugschild lopen. Het rostrum is lang, naar boven gebogen en verdeeld aan de punt met 10-12 tanden aan de achterste dorsale rand. Onder het oog op het schild bevindt zich de ruggengraat. De eerste antenne splitst zich in twee delen en de tweede is erg lang, overschrijdt de lengte van het lichaam en is gestreept in bleek en donkerbruin. Deze garnaal kan worden onderscheiden van soortgenoot P. tridens door een kortere rostrum en langere dactylen (klauwen) op de derde en vierde pereopoden (lopende ledematen).
De ringsprietgarnaal is een alleseter, roofdier en aaseter. Zijn dieet bestaat voornamelijk uit kleine kreeftachtigen zoals eenoogkreeftjes, hydroïdpoliepen en borstelwormen. Voor de kust van Labrador werd een grote dagelijkse verticale migratie gevonden, waarbij de garnaal overdag in de bentische zone bevinden en 's nachts in de pelagische zone.

## Verspreiding
De ringsprietgarnaal heeft een boreo-arctische verspreiding. Zijn verspreidingsgebied strekt zich uit van Groenland en IJsland, de Noordelijke IJszee en de noordelijke Atlantische Oceaan tot aan het zuiden van Rhode Island en de Britse Eilanden. Het geeft de voorkeur aan harde substraten, maar is te vinden op steen, grind, zand en modder. Het komt het meest voor op een diepte tussen 20 en 100 meter, maar komt soms voor in de buurt van een laagwaterlijn of op een diepte tot 700 meter.
Deze soort wordt commercieel bevist in het Verenigd Koninkrijk, en wordt meestal gebruikt als alternatief voor de grotere P. borealis. In de periode 2005-2007 werd wereldwijd ongeveer 500 ton ringsprietgarnaal per jaar gevangen, en er werden ook vangsten geregistreerd uit België, Denemarken, de Faröer-eilanden, Nederland, IJsland, Noorwegen en Zweden.